# غار مالتراویسو

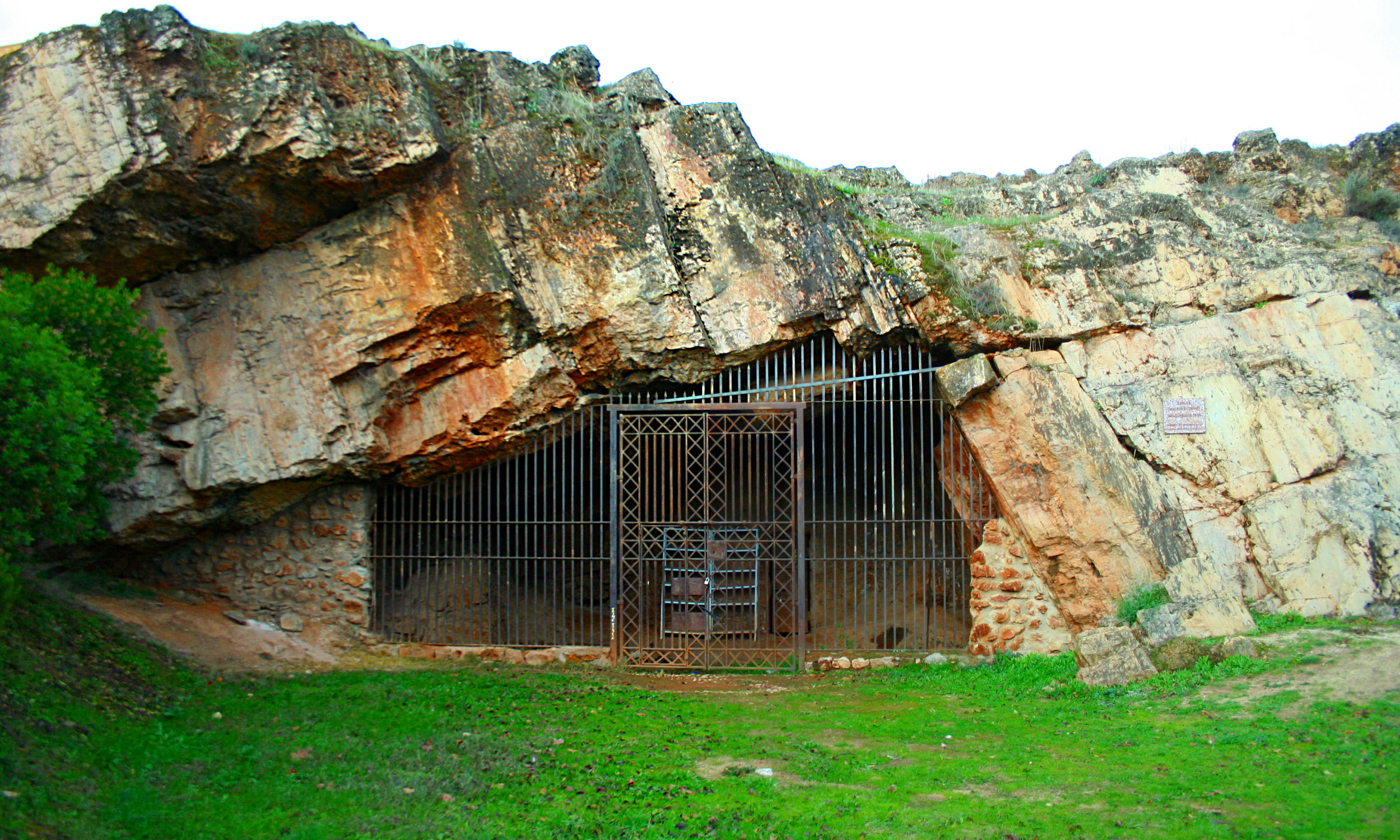
ورودی غار مالتراویسو

غار مالتراویسو (انگلیسی: Cave of Maltravieso) غاری است در شهر کاسرس از بخش خودمختار اکسترمادورا اسپانیا که در سال ۱۹۵۱ کشف‌شد. این غار حاوی غارنگاره‌هایی است بازمانده از انسان‌های دوران پارینه‌سنگی میانی. این هنر غارنگاری به‌طور عمده و در مجموع شامل ۷۱ غارنگاره دستی است که در دهه ۱۹۹۰ با کمک پرتونگاری فرابنفش شمارش شدند. برخی از این طرح‌ها به صورت طرح‌های خطاطی و برخی نیز شامل طرح‌هایی از حیوانات می‌باشند. در مطالعه‌ای جداگانه که بر اساس گمانه‌زنی با کمک فرایند تاریخ‌نگاری اورانیوم-توریوم صورت پذیرفت، مشخص شد که غارنگاری غار مالتراویسو مربوط به ۶۴۰۰۰ سال پیش بوده‌ است. چنین قدمتی، قدیمی‌ترین نمونه یافت شده در این زمینه و حداقل مربوط به ۲۰۰۰۰ سال قبل از ورود انسان‌های مدرن پارینه‌سنگی به اروپا بوده است.
کشف چنین موضوعی بیانگر قدمت هنر پارینه‌سنگی میانی پیش از دوران اروپای دوران پارینه‌سنگی بوده که نکات برجسته و مهمی را از رفتار و هنر انسان‌های نئاندرتال در اختیار پژوهشگران قرار داده‌ است. یک بخش جداگانه‌ای نیز در سال ۱۹۹۹ میلادی برای بازدیدکنندگان و گردشگرهای خارجی غار مالتراویسو به نام مرکز پژوهش‌های غار مالتراویسو بازگشایی شد. در محدوده این غار، چندین غارنگاره منحصر بفرد دیگری نیز وجود دارد که از مهمترین آنها می‌توان به غارهای سانتا آنا، ال کونجور و کاستنار د بور اشاره کرد. در مجموع، نزدیک به ۳۵۰ غار در فرانسه و اسپانیا کشف شده‌اند که هنرهایی از دوران پیشاتاریخی در آن‌ها دیده می‌شود.